# Едикт про максимальні ціни

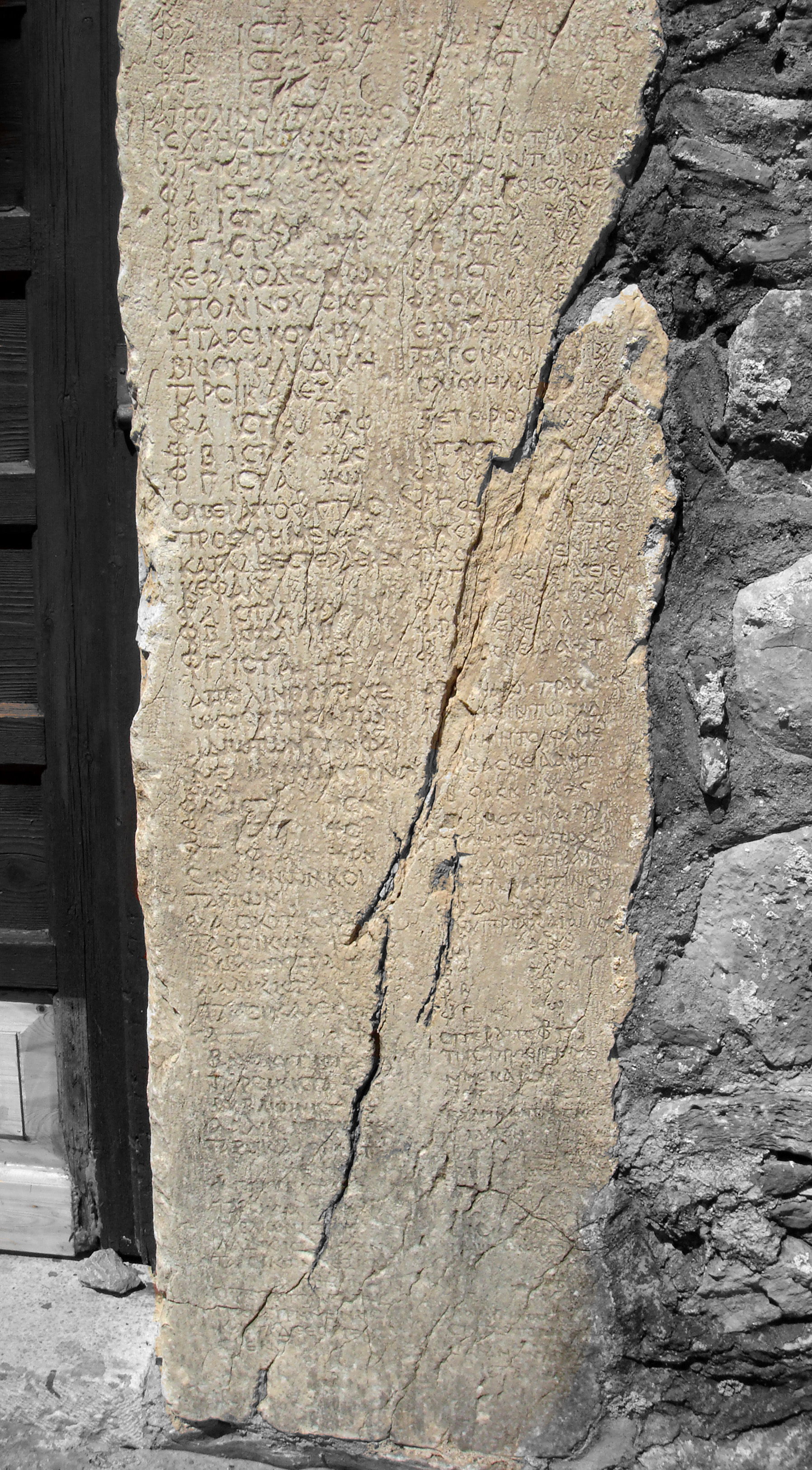
Один із чотирьох фрагментів едикту грецькою мовою, повторно використаний в одвірку середньовічної церкви Святого Івана Хризостома в Геракі

Едикт про максимальні ціни або Едикт Діоклетіана (лат. Edictum de Pretiis Rerum Venalium, досл. «Едикт про ціну продажу товарів») — указ римського імператора Діоклетіана, виданий у 301 році. Документ мав на меті запровадження економічної реформи: введення в обіг нових номіналів монет, призначення максимальних цін на ряд товарів та послуг, а також встановлення смертної кари для спекулянтів.
Найімовірніше, едикт був виданий в Антіохії чи Александрії грецькою та латинською мовами. На сьогодні зберіглися лише його фрагменти, знайдених переважно у східній частині Римської імперії, де правив Діоклетіан. Едикт був розкритикований Лактанцієм, ритором з Нікомедії, який звинуватив імператора в інфляції та розповів про масові кровопролиття, спричинені фальсифікацією цін. Економіка Імперії більше постраждала від едикту, ніж отримала вигоди, його ігнорування з боку населення спричинило його скасування за кілька років.

## Передумови

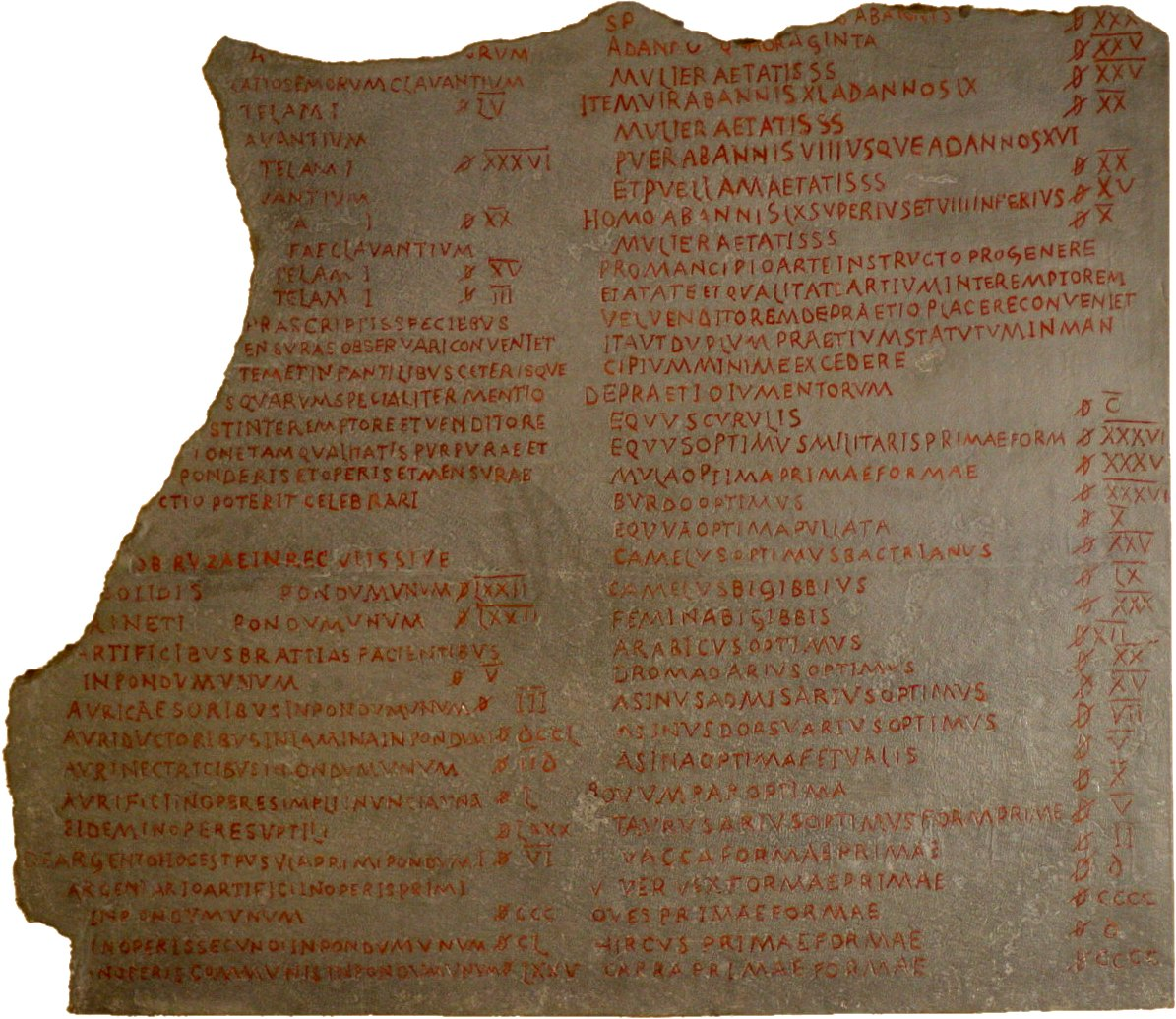
Фрагмент едикту в Пергамському музеї, Берлін

Упродовж п'ятидесятирічної Кризи ІІІ століття численні імператори та претенденти на трон потребували великих статків задля підтримання прихильності своїх солдатів та чиновників. Після широкого невдоволення правлінням імператора Коммода, вбитого в 192 році, було кілька претендентів на владу. В 193 році преторіанці пообіцяли зробити імператором того, хто дасть їм більше грошей. Посаду купив Дідій Юліан, але був дуже непопулярний і невдовзі його вбили на замовлення сенаторів. Фактична влада опинилася в воєначальників, які захищали кордони від алеманів, франків, саксів і персів; при тому ж часто просто грабували провінції, якими проходили їхні армії. На той час власні монети могли випускати навіть окремі легіони, що вносило плутанину в ціни.
У 270 році імператор Авреліан прийшов до влади та впродовж кількох років возз'єднав імперію, що фактично розпалася на три частини. Криза остаточно закінчилася з приходом до влади Діоклетіана у 284 році. Протягом усього свого правління Діоклетіан видав низку указів, спрямованих на реформування системи оподаткування та стабілізацію монетарної політики. В 293 році Діоклетіан політично розділив імперію на східну та західну частини, кожною з яких правили два імператори, один старший та один молодший. Він призначив Констанція та Галерія двома своїми молодшими цезарями, а старшими призначив себе та Максиміана, створивши тетрархію чотирьох імператорів.
Передбачуваний час для досягнення потрібного ефекту від них становив десятиліття. В той період римська економіка, особливо в Середземномор'ї, була наповнена великою кількістю валюти інших держав.

## Цінова реформа

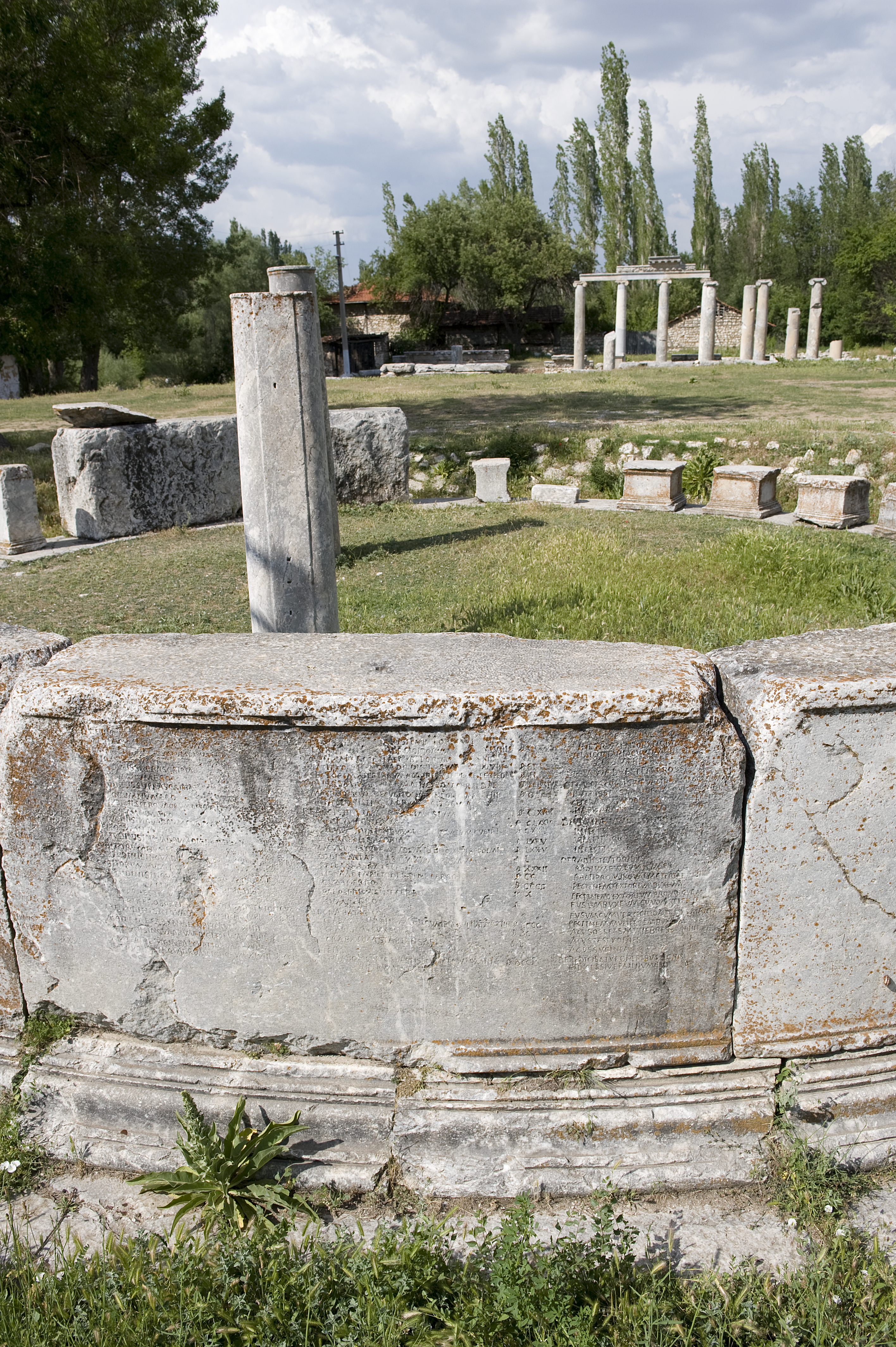
Ймовірні залишки мацелума (продуктового ринку). На його боках прейскурант із цінами часів Діоклетіана

Текст едикту зберігся не повністю, дрібні частини втрачено. При цьому текст латинською та грецькою мовами в деяких версіях відрізняється за змістом.
У двох перших третинах едикту красномовно вихваляється тетрархія Діоклетіана та йдеться про збільшення вдвічі вартості мідних монет і встановлюється смертна кара для спекулянтів, яких звинувачували в інфляції та порівнювали з варварськими племенами, що атакували Імперію. Торговцям було заборонено вивозити свої товари для продажу за більшу вартість до інших місць, а транспортні витрати не могли бути виправданням для підвищення ціни. У пролозі до едикту говориться, що вказані ціни є максимальними, і якщо витрати низькі, можна стягувати менше. Проте ймовірніше, що максимальні ціни фактично стали обов'язковими. Так, у містах Фригії/Карії місцевим губернатором Фульвієм Астіком додано постскриптум, який чітко пояснює, що ціни в едикті є не максимальними, а фіксованими стандартами, яких слід дотримуватися завжди.
Остання третина едикту, поділена на 37 розділів, встановила так звану стелю цін — перелік максимальних цін для понад тисячі товарів. Вказуються: бобові та крупи; вино; олія, сіль та інші приправи; м'ясо; риба; овочі, фрукти; заробітна платня за різні роботи; шкури, шкіра; взуття; шкіряні вироби; вироби з верблюжої та козячої шерсті; пиломатеріали; гребінці, веретена; стовпи, дрова; вози, дерев'яні інструменти, метали та теракота, кераміка; слонова кістка, голки; вантажні перевезення, фураж; пір'я, подушки, письмове приладдя; одяг; заробітна платня за вишивальництво; заробітна платня за плетіння; заробітна платня за валяння тканини; шовк; пурпур; вовняні вироби; лляні вироби (у трьох розділах); вироби з пурпуру; золото та срібло; раби; худоба; мармур та інший камінь; дикі тварини; віск, смола тощо; ліки, фарби, барвники, лаки тощо; морські перевезення. Всього перелічено ціни на понад 1200 предметів споживання та послуг (частина записів втрачена), копії едикту були висічені в камені на ринкових площах принаймні 40 великих міст у східній частині Імперії.

## Монетна реформа

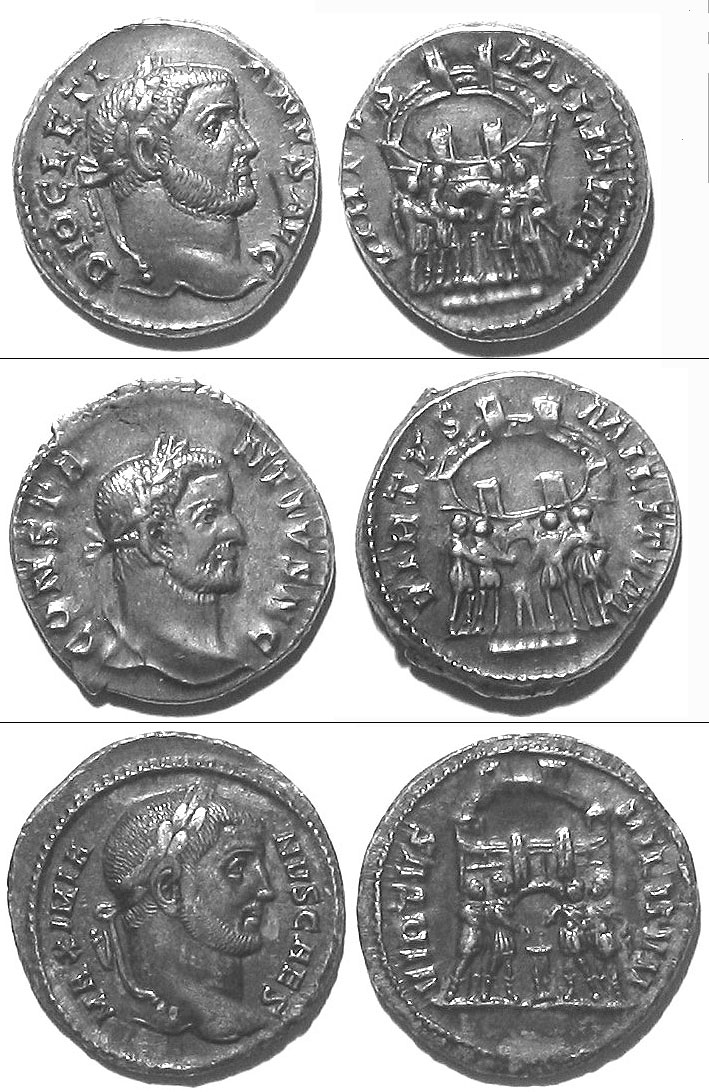
Аргентус, який почали карбувати за Діоклетіана

Діоклетіан уніфікував і стандартизував монети, запровадивши дві нові основні монети, які використовувалися до кінця його правління та після нього: бронзовий нуммус і срібний аргентус. Усі монети кожного номіналу повинні були мати однаковий вигляд, розмір, вагу, склад і маркування монетного двору. Монети карбувалися від імені чотирьох співімператорів, незалежно від того, під чиїм контролем перебував певний монетний двір. Регіональні та індивідуальні монети більше не можна було випускати.
Усі монети в документі оцінювались відповідно до денарію. Найімовірніше, вартість аргентуса була встановлена на рівні 100 денаріїв, нуммуса — в 25 денаріїв, а бронзового радіата — в 4 або 5 денаріїв. Вартість мідного лауреата була збільшена з 1 до 2 денаріїв.
|           | Солідус | Аргентеус | Нуммус | Радіат | Лауреат | Денарій |
| --------- | ------- | --------- | ------ | ------ | ------- | ------- |
| Солідус   | 1       | 10        | 40     | 200    | 500     | 1000    |
| Аргентеус | 1/10    | 1         | 4      | 20     | 50      | 100     |
| Нуммус    | 1/40    | 1/4       | 1      | 5      | 121⁄2   | 25      |
| Радіат    | 1/200   | 1/20      | 1/5    | 1      | 21⁄2    | 5       |
| Лауреат   | 1/500   | 1/50      | 2/25   | 2/5    | 1       | 2       |
| Денарій   | 1/1000  | 1/100     | 1/25   | 1/5    | 1/2     | 1       |

## Наслідки
Економічні та військові реформи Діоклетіана дозволили стабілізувати імперію та забезпечили довготривале виживання того, що стало Візантійською імперією. Його мікроекономічна реформа була менш успішною та ніколи не працювала як задумано. Однією з проблем було те, що вказані максимальні ціни не враховували сезонні та місцеві чинники ціноутворення. Наприклад, яблуко набагато легше отримати в Британії в жовтні, ніж у Нижньому Єгипті в березні, але його потрібно було продавати за тією ж ціною. Крім того, вказані максимальні ціни фактично стали єдиними можливими та місцями були офіційно закріплені, не допускаючи зменшення. Пролог едикту дозволяє припускати, що Діоклетіан прагнув таким чином забезпечити обов'язкові закупки для армії. На це вказує те, що ціни місцями вказані на сировину, але не на кінцевий продукт, наприклад хліб. Унаслідок своїх недоліків, едикт за кілька років перестав виконуватися.